# Partit Humanista d'Angola
El Partit Humanista d'Angola (en portuguès: Partido Humanista de Angola, PHA) és un partit polític d'Angola liderat per Florbela Malaquias. Va ser legalitzat pel Tribunal Constitucional el 27 de maig de 2022.

## Història
El partit, sorgit com una escissió de l'UNITA, va guanyar dos escons a l'Assemblea Nacional a les eleccions generals d'Angola de 2022 i va postular Florbela Malàquies com a candidata presidencial, sent la primera dona al país a postular-se com a candidata al càrrec, malgrat obtenir un resultat molt baix.

## Resultats electorals

### Eleccions presidencials
| Any  | Candidat           | Vots   | %     | Resultat |
| ---- | ------------------ | ------ | ----- | -------- |
| 2022 | Florbela Malaquias | 63.749 | 1,02% | Derrota  |

### Eleccions a l'Assemblea Nacional
| Any  | Líder              | Vots   | %     | Escons  | +/– | Pos. | Govern   |
| ---- | ------------------ | ------ | ----- | ------- | --- | ---- | -------- |
| 2022 | Florbela Malaquias | 63.749 | 1,02% | 2 / 220 | Nou | 5è   | Oposició |